# Marquisat de Casa Calvo
Pour les articles homonymes, voir Calvo.
Le titre de marquis de Casa Calvo est une qualité nobiliaire espagnole accordée par le roi Charles III le 2 mai 1786 à Sebastián Calvo, déjà chevalier de l'ordre de Santiago.

## Titulaires
1. 1786-1820 : Sebastián Calvo de la Puerta y O'Farrill (1751-1820) ;
2. 1820-1837 : Pedro Calvo de la Puerta y Peñalver (1783-1837), fils du précédent ;
3. 1837-1843 : Matilde Calvo de la Puerta y Cárdenas (1804-1843), fille du précédent ;
4. 1848-1899 : Ignacio Peñalver y Calvo de la Puerta (1828-1899), fils de la précédente, également 4e marquis d'Arcos ;
5. 1899-1904 : Margarita de Foxá y Calvo de la Puerta (1854-1904), cousine germaine du précédent ;
6. 1908-1947 : Rafael Peñalver y Hernández de la Rosa (1893-1947), demi-arrière-petit-neveu de la précédente ;
7. 1952-1956 : Rodolfo Peñalver y Hernández de la Rosa (1907-1956), frère du précédent ;
8. 1956-1980 : Joaquín Gumá y Herrera (1909-1980), cousin germain éloigné du précédent, également 6e comte de Lagunillas ;
9. 1980-2004 : Joaquín Gumá y López-Serrano (1944-2004), fils du précédent, également 7e comte de Lagunillas ;
10. 2012-2022 : José de la Torriente y Calvo de la Puerta, parent très éloigné du précédent.

Le titre est actuellement vacant. La fille du 10ème marquis, Aurelia Teresita de la Torriente, a demandé la succession du titre.

## Généalogie
- Sebastián Calvo de la Puerta y O'Farrill (1751-1820) ⚭ María Luisa de Peñalver y Navarrete
  - María-Catalina Calvo de la Puerta y Peñalver (1782-1857)
  - Pedro Calvo de la Puerta y Peñalver (1783-1837) ⚭ María de Cárdenas y Zayas
    - Matilde Calvo de la Puerta y Cárdenas (1804-1843) ⚭ Ignacio de Peñalver y Peñalver
      - Ignacio Peñalver y Calvo de la Puerta (1828-1899)

    - Luisa Calvo de la Puerta y Cárdenas (1808-1863) ⚭ Florentino Armenteros y Zaldívar puis Narciso de Foxá y Bassols
      - Caridad Armenteros y Calvo de la Puerta
      - Florentino Armenteros y Calvo de la Puerta
      - José Armenteros y Calvo de la Puerta
      - Leopoldo Armenteros y Calvo de la Puerta
      - Manuel Armenteros y Calvo de la Puerta
      - María Josefa Armenteros y Calvo de la Puerta
      - María Luisa Armenteros y Calvo de la Puerta (1834-1885) ⚭ Vicente Hernández de la Rosa y González
        - María Luisa Hernández de la Rosa y Armenteros (1871-1961) ⚭ Ramón Peñalver y Montalvo
          - María Luisa Peñalver y Hernández de la Rosa ⚭ Miguel Miquel y Merino
          - Leticia Peñalver y Hernández de la Rosa ⚭ Armando Aenlle
          - Ramón Peñalver y Hernández de la Rosa
          - Rafael Peñalver y Hernández de la Rosa (1893-1947)
          - Rodolfo Peñalver y Hernández de la Rosa (1907-1956)

      - Pedro Armenteros y Calvo de la Puerta (1838-1885) ⚭ Isabel de Zequeira y Xenes, 5e comtesse de Lagunillas
        - María del Rosario de Armenteros y Zequéira (1862-1934) ⚭ José de Herrera y Montalvo, 4e comte de Fernandina (grand d'Espagne)
          - José de Herrera y Armenteros, 5e comte de Fernandina (grand d'Espagne) ⚭ Ángela Díaz y Torres
          - Elena de Herrera y Armenteros ⚭ Joaquín Gumá y Soler
            - Joaquín Gumá y Herrera (1909-1980) ⚭ Caridad López y Serrano
              - Joaquín Gumá y López-Serrano (1944-2004)

            - José María Gumá y Herrera ⚭ Esperanza Gumá y Valdés de la Torre

      - Francisco Armenteros y Calvo de la Puerta ⚭ Matilde de Elozúa y Lima
      - María Matilde Armenteros y Calvo de la Puerta ⚭ Juan Armenteros y Armenteros
      - Margarita de Foxá y Calvo de la Puerta (1854-1904) ⚭ Julio de Arellano y Arróspide

  - María-Antonia Calvo de la Puerta y Peñalver (1785-1844)
  - Ignacio Calvo de la Puerta y Peñalver (1790-1857) ⚭ Maria Herrera y de la Barrera
    - Maria Luisa Calvo de la Puerta y Herrera ⚭ Antonio María de Cárdenas y Montalvo
    - Ignacio Calvo de la Puerta y Herrera (1836-1879) ⚭ María Teresa de Cárdenas y Montalvo
      - Luisa Calvo de la Puerta y Cárdenas ⚭ Francisco de Cárdenas y de la Luz
      - María Teresa de Calvo de la Puerta y Cárdenas ⚭ Cristóbal de la Guardia y Mádan
      - María Calvo de la Puerta y Cárdenas ⚭ Santiago de la Cuesta y Gallol de Villamil
      - Fernando Calvo de la Puerta y Cárdenas ⚭ Natalia Tarafa y Armas
      - Ignacio Calvo de la Puerta y de Cardenas ⚭ Maria Antonia Silva y Alfonso
      - Micaela Calvo de la Puerta y Cárdenas ⚭ Miguel Ángel Embil y Quesada
      - Mercedes Calvo de la Puerta y Cárdenas ⚭ Francisco Chacón y Álvarez-Calderón puis José Auñón y Chacón
      - Antonio Calvo de la Puerta y Cárdenas (1870-1917) ⚭ Cecilia du Bouchet
        - Georgina Calvo de la Puerta y Bouchet
        - Celia Calvo de la Puerta y Bouchet ⚭ Antonio Martínez y Arenas
        - Gilda Calvo de la Puerta y Bouchet ⚭ José de la Torriente y Ajuria
          - Cecilia de la Torriente y Calvo de la Puerta
          - Georgina de la Torriente y Calvo de la Puerta
          - José de la Torriente y Calvo de la Puerta ⚭ Alelí Carrerá y Morales
            - José de la Torriente y Carrerá
            - Lelia de la Torriente y Carrerá

          - Margarita de la Torriente y Calvo de la Puerta

        - María Teresa Calvo de la Puerta y Bouchet ⚭ Antonio Font y Jorge
        - Antonio Calvo de la Puerta y Bouchet

      - Sebastián Calvo de la Puerta y Cárdenas ⚭ Esperanza Diago y Cárdenas
      - Gonzalo Calvo de la Puerta y Cárdenas ⚭ Clotilde Pichardo

    - Maria Antonia Calvo de la Puerta y Herrera ⚭ Manuel Antón Recio de Morales y Sotolongo
    - Pedro Calvo de la Puerta y Herrera ⚭ Ignacia Herrera y Cárdenas